# Allströmsmotor

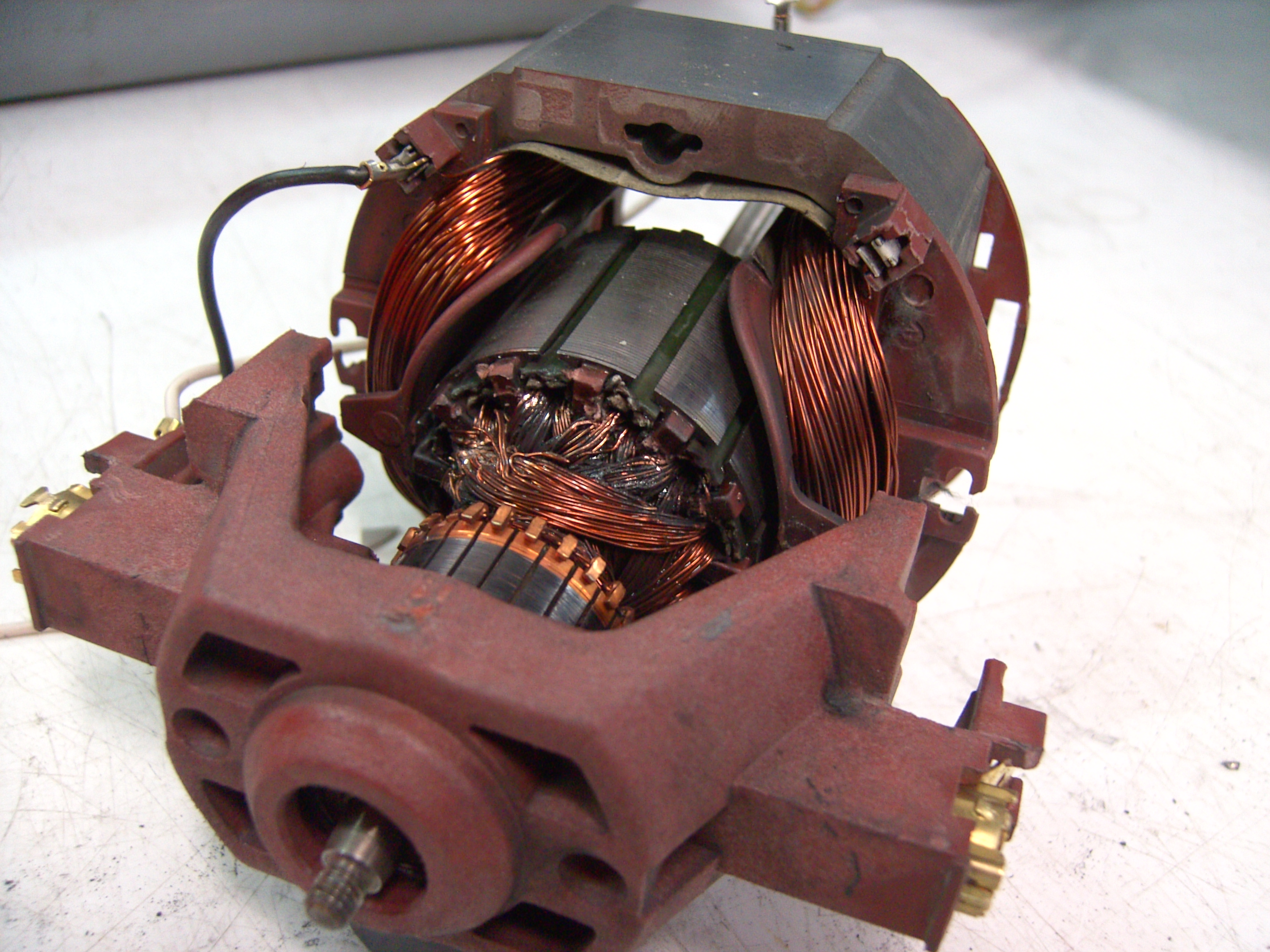
Modern lågkostnads universalmotor, från en dammsugare. Fältlindningarna är mörkt kopparfärgade, i riktning mot baksidan, på båda sidor. Rotorns laminerade kärna är metallgrå, med mörka urtag för att linda spolarna. Kommutatorn (delvis skymd) har blivit mörk av användning; den är mot fronten. Det stora bruna plastformade stycket i förgrunden stödjer borstguiderna (båda sidorna), liksom det främre motorlagret.

En allströms- eller universalmotor är en serielindad motor (ankarlindning och fältlindning är seriekopplade), och lämpar sig därför i princip för såväl likströms- som växelströmsdrift. Genom att strömmen vid växelströmsdrift byter riktning samtidigt i såväl ankaret (rotorn) som fältlindningarna (statorn) så kommer motorn att fortsätta att rotera i samma riktning.
Allströmsmotorn är vanlig hushållsmaskiner som symaskiner, elvispar och dammsugare, samt  i järnvägsfordon (lok och motorvagnar), spårvagnar och tunnelbanevagnar tillverkade fram till 1980-talet. I spårvagnar och tunnelbanevagnar samt järnvägsfordon byggda efter cirka 1960 drivs den vanligen med likström, på äldre järnvägsfordon med växelström. På  fordon från slutet av 1900-talet med reglerutrustning av halvledartyp exemelvis elektrolok littera Rc är motorerna  separatmagnetiserade.
Alla seriemotorer som går inte att köra på växelström. Beroende på hur motorn är gjord, så uppstår kommuteringsproblem och/eller virvelströmmar som gör motorn ineffektiv.